# Indian Ekta Party
Indian Ekta Party (Indiska enhetspartiet), indiskt politiskt parti som existerade runt 2002-2003. Partiet leddes av Rashid Masood, Indiens f.d. hälsominister. Masood hade anhängare bland de fattiga Telimuslimerna.
I delstatsvalet i Uttar Pradesh 2002 lanserade IEP en kandidat, Anil Sharma i Saharanpur. Han fick 687 röster (0,52%).
Inför delstatsvalen i Gujarat 2002 var IEP med och bildade Nationalist Unity Front tillsammans med Nationalist Congress Party, Janata Party och Samajwadi Janata Party (Rashtriya). 2003 gick Rashid Masood med i Samajwadi Party.